# Futurum preteriti
Futurum preteriti, ”det förflutnas framtid”, är ett verbtempus som uttrycker framtid sedd från ett ögonblick i det förflutna. I svenskan finns ingen särskild form för detta ändamål, utan tempuset konstrueras med hjälpverb, oftast preteritum av ”ska”, det vill säga ”skulle”.
Exempel: 
- När vi skulle åka upptäckte vi att bilen var stulen.
- Vid den tidpunkten visste han ännu inte vilka prövningar han skulle möta.

Jämför med futurum:  "vi ska åka" och "han ska möta".
Ibland kan även konstruktioner med "kom att" vara tänkbara. Exempel: 
- Det hon sade då kom att betyda mycket för Håkan senare.

Jämför med futurum:  ”kommer att betyda”.
Verbfraskonstruktioner med skulle kan också uttrycka konditionalis, till exempel Om jag vore där, skulle jag gå och bada.